# Ilias Bey Vrioni
Pour les articles homonymes, voir Vrioni.
Ilias Bey Vrioni, né le 1er janvier 1882 à Berat (province de Ioannina de l'Empire ottoman) et mort le 17 mars 1932 à Paris, est un diplomate et homme politique albanais.

## Biographie
Ilias Bey Vrioni est un membre de la grande famille des Beys de Berat, Fier et Myzeqe, villes de la province albanaise de Ioannina au sein de l'Empire ottoman. Il est le fils de Mehmet Ali Pacha Vrioni, haut dignitaire de l’Empire ottoman et un des fondateurs de la Ligue albanaise de Prizren, qui précéda la création de l'État albanais moderne. 
Ilias Bey Vrioni est l'un des signataires de la déclaration d'indépendance albanaise le 28 novembre 1912. Il est à plusieurs reprises Premier ministre de l'Albanie, du 19 novembre 1920 au 1er juillet 1921, puis du 11 juillet au 16 octobre 1921 et enfin du 27 mai au 10 juin 1924. Il est ministre des Affaires étrangères du 30 mars au 10 juin 1924, puis du 12 février 1927 au 13 janvier 1929. Il est parallèlement vice-ministre de la Justice d'octobre 1927 à mai 1928.
Il est également ministre plénipotentiaire d'Albanie à Paris et à Londres de 1925 à 1926 et de 1929 à sa mort. Il reçoit la dignité de grand officier de la Légion d'honneur. Ses obsèques sont célébrées avec pompe à la mosquée de Paris
Son fils, Jusuf Vrioni, chevalier de la Légion d'honneur (1998), a traduit l’œuvre d’Ismail Kadaré en langue française.

## Décorations
- Grand officier de la Légion d'honneur[réf. nécessaire]